# Malleabilità
La malleabilità è una 
proprietà tecnologica della materia, che indica la capacità di un corpo o di un materiale (in particolare di un metallo) di essere facilmente deformabile e riducibile in strati laminiformi sottili (ovvero la sua capacità di essere sottoposto a laminazione senza che le proprietà meccaniche del materiale ne risentano). Il termine deriva dal latino "malleum", che vuol dire martello. Il metallo più malleabile è l'oro da cui per esempio si possono ottenere lamine semitrasparenti color giallo, seguito dal palladio e dall'alluminio.In sintesi è la proprietà dei metalli di essere lavorati sotto forma di lastre.